# Redigobius
Redigobius é um género de peixe da família Gobiidae.
Este género contém as seguintes espécies:
- Redigobius bikolanus
- Redigobius dewaali